# Ethanolbrandstof
Ethanolbrandstoffen zijn motorbrandstoffen waar ethanol aan toegevoegd is. De mengsels worden genoemd naar het ethanolpercentage. Zo bestaat bijvoorbeeld de motorbrandstof E10 uit 90% benzine en 10% ethanol. E85 bevat 15% benzine en 85% ethanol. Om niet onder de alcoholaccijns te vallen, kan een denaturatiemiddel worden toegevoegd.
Volgens de Europese Norm EN 228 is bijmengen van 5% bio-ethanol aan conventionele benzine (dus ‘E5’) toegestaan. Deze wordt echter dan geen ethanolbrandstof genoemd. Normale benzinemotoren kunnen zonder modificaties op deze brandstof draaien.
Ethanol heeft, onafhankelijk van de wijze van productie, vrijwel dezelfde chemische samenstelling. Chemisch is er geen verschil tussen ethanol van fossiele oorsprong en ethanol van biologische oorsprong. Wereldwijd speelt fossiele ethanol (bijvoorbeeld gewonnen door hydrateren van etheen uit cokesovengas) nauwelijks meer een rol. Van de biologisch geproduceerde ethanol wordt wereldwijd circa 35% als alcohol voor dranken en levensmiddelen en voor technische doeleinden gebruikt, en 65% als brandstof.

## E85
Bio-ethanol wordt onder meer verkocht als 85% bijmenging in normale benzine, de zogenaamde E85. Speciale Flexible Fuel Vehicles (FFV, letterlijk: flexibelebrandstofwagens), kunnen op deze brandstof rijden. In landen als Brazilië, Zweden en de Verenigde Staten is deze brandstof algemeen verkrijgbaar. Verschillende FFV-modellen zijn daar leverbaar. Zij zijn geschikt voor elke mengverhouding van bio-ethanol en benzine. Uit onderzoek blijkt een meerverbruik tot circa 30%.

## E10
In EU-verband is besloten dat tegen 2020 de totale CO2-uitstoot met 20% afgenomen moet zijn. In verband hiermee werd de Europese richtlijn 98/70/EG aangevuld en aangepast met de richtlijn 2009/30/EG. Deze behelst onder meer ook veranderingen op het gebied van brandstoffen voor motorvoertuigen in het wegverkeer. De richtlijn staat de lidstaten toe de leveranciers van brandstoffen zo lang als nodig geacht te dwingen om brandstoffen met maximaal 5% ethanol in de handel te brengen (echter zonder dat er een minimumhoeveelheid is vastgesteld). De consumenten dienen op gepaste wijze over de eigenschappen van deze brandstoffen en hun geschiktheid voor motoren te worden voorgelicht. Verder worden allerlei maximale waarden vastgelegd (zoals dampspanning, zwavelgehalte, gehalte aan andere schadelijke stoffen), evenals de maximale hoeveelheid toegevoegde loodverbindingen. Aan de productie van biobrandstoffen worden allerlei eisen gesteld, om bossen, natuurgebieden en andere waardevolle terreinen te beschermen, en om de CO2-uitstoot bij de productie te beperken. Bovendien werden de producenten verplicht, de totale broeikasgasuitstoot tijdens de levenscyclus te berekenen en deze uiterlijk 2020 met minimaal 6% (doch zo mogelijk 10%) te beperken.
Ten slotte werd de maximaal toelaatbare hoeveelheid ethanol in de brandstof verhoogd tot 10%. De Richtlijn legt echter geen enkele verplichting op om deze maximale waarde ook daadwerkelijk te realiseren. De geëiste daling van 6% van de totale broeikasgasuitstoot zou volgens de richtlijn bijvoorbeeld ook door efficiëntere raffinageprocedés kunnen worden bereikt.

### Effect op het brandstofverbruik in het wegverkeer
Vanaf 2015 geldt in de hele EU voor het wegverkeer een maximaal toegestane CO2-emissie van 120 g/km (gram per kilometer). Biobrandstoffen behoren tot de extra-maatregelen ter beperking van de CO2-uitstoot. Deze maatregelen omvatten ook het verplicht voorschrijven van de schakelpunten voor handgeschakelde versnellingsbakken, banden met beperkte rolweerstand, efficiënte airconditioning-systemen en het reguleren van de categorie „lichte bedrijfswagens.”

### Verbruik
Ethanol bevat iets minder energie dan benzine. Bij E10 komt het verschil neer op ongeveer 2% vergeleken met conventionele benzine. Daardoor zal het verbruik iets toenemen. Het rijgedrag en bijvoorbeeld een geopend raam hebben echter een veel grotere invloed op het brandstofverbruik dan de overstap op E10. De Duitse ADAC gaat uit van een meerverbruik van circa 1,5%.

### Geschiktheid motoren en andere voertuigonderdelen
Niet alle voertuigen kunnen zonder meer E10 gebruiken. Circa 90% van alle benzinemotoren in West-Europa zijn geschikt voor E10 volgens de Duitse Milieudienst (Umweltbundesamt). Nieuwe auto’s zijn in het algemeen geschikt voor E10. De meeste auto-importeurs kunnen informatie verstrekken over de geschiktheid van hun modellen. Er zijn ook websites die dergelijke informatie bieden. In Duitsland zijn tankstations die E10 verkopen, verplicht daarnaast E5 aan te bieden, zodat oudere auto’s, die niet voor E10 geschikt zijn, ook nog kunnen tanken.
Bij de overige voertuigen kan de ethanol, vooral bij hoge druk en hoge temperaturen, een corrosie veroorzaken van aluminiumonderdelen, vooral van het brandstofsysteem, zoals de brandstofpompen en het aanzuigtraject tussen inspuitpunt en inlaatklep. Bovendien kan de ethanol bepaalde kunststoffen aantasten, zoals in slangen en afdichtingen. Dat geldt ook voor de brandstofleidingen, die vaak van kunststof zijn. Ook bijzonder kwetsbaar zijn de eenlaags-brandstoftanks, die in verschillende voertuigen worden gebruikt. De ethanoltoevoeging veroorzaakt bij dergelijke tanks sluipende lekkages. Deze zullen op de lange duur te merken zijn aan een toenemende benzinelucht, uiteraard vooral bij in garages geparkeerde auto’s.
In de discussies wordt echter ook verwezen naar ervaringen met soortgelijke brandstoffen in andere landen, zoals de VS. Daar zijn geen problemen bekend.